# Australische Cricket-Nationalmannschaft in England in der Saison 2010
Die Tour der australischen Cricket-Nationalmannschaft nach England in der Saison 2010 fand vom 22. Juni bis zum 3. Juli 2010 statt. Die internationale Cricket-Tour war Bestandteil der Internationalen Cricket-Saison 2010 und umfasste fünf ODIs. England gewann die Serie 3–2.

## Vorgeschichte
England bestritt zuvor eine Tour gegen Bangladesch, für Australien war es die erste Tour der Saison. Das letzte Aufeinandertreffen der beiden Mannschaften bei einer Tour fand in der Saison 2009 in England statt.

## Stadien
| Stadion                     | Stadt       | Kapazität | Spiele |
| --------------------------- | ----------- | --------- | ------ |
| Sophia Gardens              | Cardiff     | 15.643    | 2. ODI |
| The Oval                    | London      | 23.500    | 4. ODI |
| Lord’s Cricket Ground       | London      | 30.000    | 5. ODI |
| Old Trafford Cricket Ground | Manchester  | 19.000    | 3. ODI |
| Rose Bowl                   | Southampton | 6.500     | 1. ODI |

## Kaderlisten
England benannte seinen Kader am 10. Juni 2010.
| ODI | ODI |
| England | Australien |
| --- | --- |
| - Andrew Strauss (K) - James Anderson - Ian Bell - Tim Bresnan - Stuart Broad - Paul Collingwood - Craig Kieswetter (wk) - Eoin Morgan - Kevin Pietersen - Ajmal Shahzad - Ryan Sidebottom - Graeme Swann - Luke Wright - Michael Yardy | - Ricky Ponting (K) - Michael Clarke (VK) - Doug Bollinger - Brad Haddin - Ryan Harris - Nathan Hauritz - Josh Hazlewood - James Hopes - Michael Hussey - Mitchell Johnson - Clint McKay - Shaun Marsh - Steve O’Keefe - Tim Paine - Steve Smith - Shane Watson - Cameron White |

## Tour Matches
| 19. Juni Scorecard | London (Lord’s) | Middlesex 273-5 (50)              | – | Australians 277-5 (47.5) |
|                    |                 | Australians gewinnt mit 5 Wickets |   |                          |

### ODI in Irland
| 17. Juni Scorecard | Dublin | Australien 231-9 (50)          | – | Irland 192 (42) |
|                    |        | Australien gewinnt mit 39 Runs |   |                 |

### ODI in Schottland
| 19. Juni Scorecard | Edinburgh | Schottland 211 (49.5)         | – | England 213-3 (33.4) |
|                    |           | England gewinnt mit 7 Wickets |   |                      |

## One-Day Internationals

### Erstes ODI in Southampton
| 22. Juni Scorecard | Southampton | Australien 267-7 (50)         | – | England 268-6 (46) |
|                    |             | England gewinnt mit 4 Wickets |   |                    |

### Zweites ODI in Cardiff
| 24. Juni Scorecard | Cardiff | Australien 239-7 (50)         | – | England 243-6 (45.2) |
|                    |         | England gewinnt mit 4 Wickets |   |                      |

### Drittes ODI in Manchester
| 27. Juni Scorecard | Manchester | Australien 212 (46)          | – | England 214-9 (49.1) |
|                    |            | England gewinnt mit 1 Wicket |   |                      |

### Viertes ODI in London
| 30. Juni Scorecard | London (The Oval) | Australien 290-5 (50)          | – | England 212 (42.4) |
|                    |                   | Australien gewinnt mit 78 Runs |   |                    |

### Fünftes ODI in London
| 3. Juli Scorecard | London (Lord’s) | Australien 277-7 (50)          | – | England 235 (46.3) |
|                   |                 | Australien gewinnt mit 47 Runs |   |                    |

## Statistiken
Die folgenden Cricketstatistiken wurden bei dieser Tour erzielt.
| ODIs             | ODIs       | ODIs    | ODIs    | ODIs    | ODIs    | ODIs    | ODIs    | ODIs    |
| Batting          | Batting    | Batting | Batting | Batting | Batting | Batting | Batting | Batting |
| Spieler          | Mannschaft | Spiele  | Innings | Runs    | Average | HS      | 100s    | 50s     |
| ---------------- | ---------- | ------- | ------- | ------- | ------- | ------- | ------- | ------- |
| Eoin Morgan      | England    | 5       | 5       | 238     | 59,50   | 103*    | 1       | 1       |
| Michael Clarke   | Australien | 4       | 4       | 220     | 110,00  | 99*     | 0       | 2       |
| Paul Collingwood | England    | 5       | 5       | 209     | 41,80   | 95      | 0       | 1       |
| Shane Watson     | Australien | 5       | 5       | 205     | 41,00   | 61      | 0       | 2       |
| Andrew Strauss   | England    | 5       | 5       | 191     | 38,20   | 87      | 0       | 2       |
| Bowling          |            |         |         |         |         |         |         |         |
| Spieler          | Mannschaft | Spiele  | Overs   | Wickets | Average | BBI     | 5W      | 10W     |
| Stuart Broad     | England    | 5       | 44      | 12      | 19,83   | 4/44    | 0       | 0       |
| Ryan Harris      | Australien | 4       | 35.4    | 10      | 17,10   | 5/32    | 1       | 0       |
| Doug Bollinger   | Australien | 5       | 45      | 9       | 19,77   | 3/20    | 0       | 0       |
| Shaun Tait       | Australien | 3       | 25.3    | 8       | 12,37   | 4/48    | 0       | 0       |
| Graeme Swann     | England    | 5       | 36      | 8       | 20,37   | 4/37    | 0       | 0       |

## Player of the Series
Als Player of the Series wurden die folgenden Spieler ausgezeichnet.
| Serie | Player of the Series |
| ----- | -------------------- |
| ODI   | Eoin Morgan          |

### Player of the Match
Als Player of the Match wurden die folgenden Spieler ausgezeichnet.
| Spiel  | Player of the Match |
| ------ | ------------------- |
| 1. ODI | Eoin Morgan         |
| 2. ODI | Stuart Broad        |
| 3. ODI | Graeme Swann        |
| 4. ODI | Ryan Harris         |
| 5. ODI | Shaun Tait          |